# Дудниково (Полтавский район)
Дудниково (укр. Дудникове) — село,
Коломацкий сельский совет,
Полтавский район,
Полтавская область,
Украина.
Код КОАТУУ — 5324082703. Население по переписи 2001 года составляло 369 человек.

## Географическое положение
Село Дудниково находится на левом берегу реки Коломак,
выше по течению примыкает село Степановка,
ниже по течению на расстоянии в 0,5 км расположено село Коломацкое,
на противоположном берегу — сёла Божки и Опошняны.
Река в этом месте извилистая, образует лиманы, старицы и заболоченные озёра.
Рядом проходит автомобильная дорога М-03 (Р-11).

## Экономика
- Полтаванефтепродукт.

## Известные уроженцы
- Бабанский, Филипп Дмитриевич (1921—1994) — украинский советский писатель.
- Кулик Григорий Иванович (1890—1950) — советский военачальник, Маршал Советского Союза, Герой Советского Союза.